# 莱莱沃和图梅拉格
莱莱沃和图梅拉格（法語：Les Lèves-et-Thoumeyragues，法語發音：[le lɛv e tumeʁaɡ]）是法国吉伦特省的一个市镇，属于利布尔讷区。

## 地理
莱莱沃和图梅拉格（44°47'35"N, 0°10'29"E）面积15.58 平方千米，位于法国新阿基坦大区吉倫特省，该省份为法国西南部沿海省份，是法國本土面积最大的省，北起滨海夏朗德省，西临大西洋，南至朗德省，东南接洛特-加龍省，东临多爾多涅省。
与莱莱沃和图梅拉格接壤的市镇（或旧市镇、城区）包括：圣安德烈和阿佩勒、卡普隆、朗代尔鲁阿、马尔格龙、里奥科、拉罗基耶、圣康坦德卡普隆、萨维尼亚克-德迪拉斯。

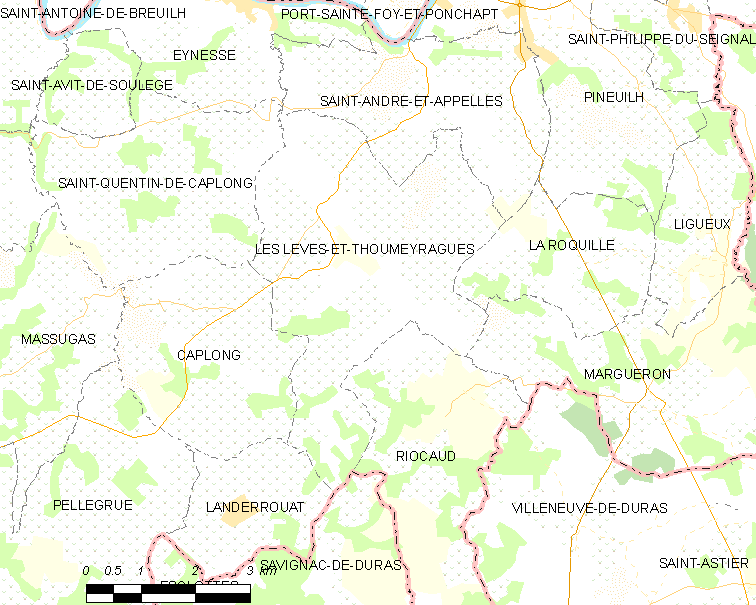
莱莱沃和图梅拉格的OSM定位图

莱莱沃和图梅拉格的时区为UTC+01:00、UTC+02:00（夏令时）。

## 行政
莱莱沃和图梅拉格的邮政编码为33220，INSEE市镇编码为33242。

## 政治
莱莱沃和图梅拉格所属的省级选区为勒雷奥莱-莱巴斯蒂德县。

## 人口

1962-2008年间莱莱沃和图梅拉格人口变化图示

莱莱沃和图梅拉格于2022年1月1日时的人口数量为558人。